# من زندگی را فهمیدم!
من زندگی را فهمیدم! (فرانسوی: Aurore‎) فیلمی در ژانر کمدی است. از بازیگران آن می‌توان به اَنی‌یس ژاوی اشاره کرد.